# Roy Curvers
Roy Curvers (Haelen, 27 de diciembre de 1979) es un ciclista neerlandés que fue profesional entre 2003 y 2019. Tras su retirada se mantuvo ligado al equipo Sunweb como entrenador.

## Palmarés
2007
- 1 etapa del Tour de Olympia

2011
- Halle-Ingooigem

## Resultados en Grandes Vueltas
| Carrera | Carrera         | 2003 | 2004 | 2005 | 2006 | 2007 | 2008 | 2009 | 2010 | 2011  | 2012  | 2013  | 2014  | 2015  | 2016  | 2017  | 2018  | 2019 |
| ------- | --------------- | ---- | ---- | ---- | ---- | ---- | ---- | ---- | ---- | ----- | ----- | ----- | ----- | ----- | ----- | ----- | ----- | ---- |
|         | Giro de Italia  | —    | —    | —    | —    | —    | —    | —    | —    | —     | —     | —     | —     | —     | —     | —     | 128.º | —    |
|         | Tour de Francia | —    | —    | —    | —    | —    | —    | —    | —    | —     | 135.º | 145.º | 116.º | 106.º | 122.º | 142.º | —     | —    |
|         | Vuelta a España | —    | —    | —    | —    | —    | —    | —    | —    | 156.º | —     | —     | —     | —     | —     | —     | —     | —    |

—:no participa

Ab.: abandono

## Equipos
- Van Hemert/Eurogifts/ProComm/Time (2003[2] -2005)
  - Van Hemert Groep Cycling (2003)
  - Van Hemert-Eurogifts (2004)
  - Eurogifts.com (2005)
  - ProComm-Van Hemert (2006)
  - Time-Van Hemert (2007)
- Skil/Argos/Giant/Sunweb (2008-2019)
  - Skil-Shimano (2008-2011)
  - Team Argos-Shimano (2012-2013)
  - Team Giant-Shimano (2014)
  - Team Giant-Alpecin (2015-2016)
  - Team Sunweb (2017-2019)